# Hoplophorella buffaloensis
Hoplophorella buffaloensis är en kvalsterart som först beskrevs av Wojciech Niedbała 2006.  Hoplophorella buffaloensis ingår i släktet Hoplophorella och familjen Phthiracaridae. Inga underarter finns listade i Catalogue of Life.